# Stockton (Norfolk)
Stockton is een civil parish in het bestuurlijke gebied South Norfolk, in het Engelse graafschap Norfolk met 59 inwoners.